# Non-Stop Rock
| Recensione | Giudizio |
| ---------- | -------- |
| AllMusic   |          |

Non-Stop Rock è il primo album dei London, uscito nel 1985 per l'Etichetta discografica Shrapnel Records.

## Tracce
1. Dirty City – 2:35
2. Non-Stop Rock – 3:36
3. Werewolves in London – 4:29 – cover di Warren Zevon
4. It's Rock N' Roll – 3:53
5. Stand Back – 2:37
6. No Tell Motel – 3:11
7. Party in Hollywood – 2:56
8. Masters of the Airwaves – 3:55
9. Radio Stars – 3:31

## Formazione
- Nadir D'Priest - voce
- Lizzie Grey - chitarra
- Brian West - basso
- Fred Coury - batteria
- Peter Szucs - tastiere